# Real Robots
Real Robots è stata una rivista collezionistica sui robot e sulla tecnologia dell'automazione, pubblicata con uscite bisettimanali nel Regno Unito dalla Eaglemoss Publishing. In Italia è stata pubblicata dalla DeAgostini. Fu sviluppata in collaborazione con l'Università di Reading e permetteva ai lettori, fornendo pezzi e istruzioni di assemblaggio con ogni uscita, di costruire un robot personale: Cybot.

## Storia editoriale

### Edizione italiana
L'opera, nella versione italiana, era composta, complessivamente, di 70 uscite divise in 4 fasi:
- fase 1 (uscite dalla 1 alla 17) - Cybot è esternamente completo e capace di seguire strisce nere sul pavimento per mezzo di infrarossi, percepire fonti luminose tramite foto-resistori, riconoscere ostacoli tramite ultrasuoni;
- fase 2 (uscite dalla 18 alla 40) - vengono completati il telecomando per il controllo a distanza e la docking station; quest'ultima è una sorta di "parcheggio" per il robot con sopra il telecomando, collegato a un PC tramite cavo, per mezzo del quale era possibile passare informazioni di programmazione da computer a robot tramite un software su CD. Tra le uscite della fase 2, inoltre, erano anche forniti pezzi di carrozzeria alternativi che, pur non essendo essenziali al funzionamento, potevano essere sostituiti con gli standard già assemblati per tematizzare Cybot in stile "Formula Uno";
- fase 3 (uscite dalla 41 alla 55) - Cybot poteva essere controllato tramite comandi vocali per mezzo di un microfono. In pratica, i comandi pronunciati erano captati dal microfono che li trasferiva al telecomando via cavo; esso li inviava a sua volta al robot via infrarossi, il quale, dopo averli interpretati, si impostava automaticamente nella modalità scelta; il robot viene arricchito con uno speaker per riprodurre registrazioni audio e un nuovo vano batterie per potenziare le prestazioni. Vengono forniti altri due CD per la programmazione avanzata da PC che permettono anche di creare ulteriori registrazioni audio da inserire nei programmi;
- fase 4 (uscite dalla 56 alla 70) - Cybot imparava a giocare a calcio. Venivano aggiunti, a questo scopo, ulteriori sensori di riconoscimento spaziale a infrarossi e un altro CD per la programmazione da PC grazie al quale era possibile programmare nel robot una strategia di gioco.

Specialmente durante la fase 1, la rivista fu molto popolare in quanto l'idea di potersi costruire da soli un robot completamente funzionante e con caratteristiche avanzate senza bisogno di particolari competenze e solo con un cacciavite attirò parecchia attenzione di giovani e adulti. La rivista aveva anche uno scopo educativo. Inoltre, si era formata una grande e attiva comunità di costruttori che, tramite internet, potevano scambiarsi opinioni e conoscersi in tutto il mondo. Attualmente, questi siti non sono più attivi.
Dopo due edizioni, il progetto venne chiuso e il sito ufficiale dell'opera, così come il forum, è stato chiuso.